# Єврейський центр Аушвіц в Освенцимі
Єврейський центр Аушвіц − неурядова організація, місія якої-зберегти пам'ять про єврейську громаду міста Освенцим і розповісти про небезпеку антисемітизму, расизму і нетолерантності.
Центр керує єврейським музеєм в Освенцимі, що висвітлює історію місцевої єврейської громади, доглядає за єдиною збереженою синагогою в місті, синагогою Хевре Лоймдей Мішнайос, і будинком Шимона Клюгера, останнього єврейського жителя Освенцима, в якому знаходиться кафе Бергсон з виставковим залом і освітнім простором.
Єврейський центр Аушвіц доглядає за єврейським кладовищем в Освенцимі, що належить єврейській громаді міста Бельсько-Бяла, яке доступне для відвідувачів.

## Історія
У 1995 році в Нью-Йорку був заснований Фонд єврейського центру Аушвіц з метою створення єврейського культурного та освітнього центру в місті Освенцим. Рік по тому для виконання цього завдання була створена дочірня організація освітній Фонд єврейського центру (pl. Fundacja Edukacyjne Centrum Żydowskie) в Освенцимі. У вересні 2000 року єврейський центр був офіційно відкритий. З вересня 2006 року Центр входить до складу музею єврейської спадщини в Нью-Йорку.

## Діяльність
До Голокосту Освенцім був жвавим містом із великою кількістю єврейського населення, синагогами, навчальними закладами, клубами, школами, магазинами та іншими установами. Євреї жили там століттями та були активними у всіх сферах життя. Залишилося лише кілька слідів їхньої життєдіяльності. Центр виконує свою місію, роблячи ці сліди доступними для відвідувачів. Відвідувачі можуть насолодитися екскурсіями з гідом по музею, а також містом.
Центр пропонує освітні семінари з іудаїзму, історії євреїв в Освенцимі та правах людини  для шкільних груп з Польщі та інших країн. Для студентів, викладачів та силових структур підготовлено спеціальні навчальні програми з історії Голокосту та насильства на ґрунті ненависті.

## Музей євреїв
Музей євреїв розташований в будівлі, який межує з синагогою і раніше належав родинам Корнрайх і Даттнер. Постійна експозиція називається "Ошпіцин. Історія єврейського Освенцима " і розповідає про більше ніж 400 років єврейського існування в Освенцимі за допомогою фотографій, архівних документів, історичних експонатів і мультимедіа, а також розповідей колишніх мешканців Освенцима.

## Історичні артефакти

### Артефакти з Великої синагоги
У музеї історії євреїв виставлені предмети, знайдені під час розкопок, проведених в 2004—2005 роках на території зруйнованої Великої синагоги в Освенцимі. Робота була проведена групою археологів з університету Миколи Коперника в Торуні під керівництвом доктора Малгожати, під час якої команда відновила понад 400 елементів обладнання синагоги. Згодом ці предмети були відреставровані і занесені в каталог, як частина колекції Музею історії євреїв.
Нер Тамід (Пер. з івр. вічне світло) був знайдений разом з іншими предметами під час археологічних робіт, проведених в районі Великої синагоги на вулиці Берка Йоселевича в 2004 році. Лампу найчастіше вішали над Ароном Кодешем або поруч з ним (раніше в ніші на західній стіні синагоги) і запалювали незалежно від того, порожня синагога або закрита. Ця традиція покликана нагадати про постійно освітлену менору в Стародавньому Єрусалимському храмі.

## Реєстр жертв
Реєстр євреїв, які проживають в Освенцимі, вівся місцевим єврейським комітетом, створеним у квітні 1945 року. У записну книжку включені імена кількох сотень євреїв, які пережили Голокост і повернулися в Освенцим. Більшість людей, імена яких були занесені до реєстру, залишалися в Освенцимі лише на короткий час. До списку увійшли як довоєнні жителі міста, так і ті, що вижили з інших районів. Реєстр був складений Морісі Боднером, президентом комітету.

## Іконографія

### Фото та документи єврейської громади
Колекція музею також включає фотографії єврейських та польських жителів довоєнного Освенцима, листи, написані членами громади, сертифікати, дозволи та інші архівні матеріали, що документують життя громади Освенцима до війни. До того, як Аушвіц і місто Освенцим стали символом Голокосту, це було звичайне польське місто, в якому євреї жили з початку XVI століття. У роки, що передували Другій світовій війні, більшість (близько шістдесяти відсотків) жителів Освенцима були євреями; наступні покоління внесли свій внесок у багату і багатошарову місцеву культуру. Мало хто пережив війну або повернувся в місто. Колекції Єврейського музею спрямовані на те, щоб познайомити людей з історіями довоєнної єврейської громади за допомогою фотографій, документів і записаних свідоцтв осіб, яки вижили.

## Синагога
Хевре Лоймдей Мішнайос − англійський переклад: Асоціація тих, хто вивчає Мішну) — єдиний єврейський молитовний будинок в Освенцимі, що зберігся до наших днів (до війни в місті і його околицях функціонувало близько двадцяти).
Його будівництво почалося приблизно в 1913 році, і він виконував свої функції до 1939 року у  міжвоєнний період. Під час війни гітлерівські окупанти зруйнували внутрішнє оздоблення синагоги і використовували її як склад боєприпасів. Після війни невелика група пережили Голокост знову використовувала синагогу для молитов. За часів Польської Народної Республіки будівля була частково покинута, а потім перетворилася на склад килимів. Останній вижив в Освенцімі, що живе в Освенцімі, Шимсон Клейгер, доклав зусиль, щоб зберегти будівлю і провести кампанію за його ремонт і реставрацію. У 2000 році синагога була знову відкрита після реконструкції. Сьогодні Освенцимська синагога не має ні власного рабина, ні Конгрегації віруючих, але залишається єдиним єврейським місцем релігійного поклоніння поруч з колишнім концтабором Освенцим, службовцям на разовій основі місцем молитви, роздумів і спогадів.

## Будинок Крюгера
За Освенцимською синагогою знаходиться 100-річний будинок, в якому до війни жила єврейська сім'я Клюгер. Тільки троє з їхніх дітей пережили Голокост, в тому числі Шимсон Клейгер (1925—2000), який з 1961 року до своєї смерті знову жив у сімейному будинку. Потім будівля була передана його спадкоємцями в подарунок Єврейському центру Освенцима, який в 2013 році провів капітальний ремонт і переобладнав його в кафе-музей «Кафе Бергсон», разом з навчальним і виставковим простором. Оригінальні вхідні двері з мезузами були збережені, а історичні елементи будівлі всередині були виставлені напоказ. У кафе Бергсон здійснюються культурні та освітні проекти як про минуле Освенцима, так і про сучасну тему прав людини і навколишнього середовища.